# أبيجيل هاريسون
أبيجيل هاريسون (بالإنجليزية: Abigail Harrison) هي مبسطة العلم أمريكية، ولدت في 11 يونيو 1997 في سانت بول في الولايات المتحدة.

## وصلات خارجية
- الموقع الرسمي
- أبيجيل هاريسون على موقع IMDb (الإنجليزية)